# Коані
Коані (суах. Koani) — місто, що розташоване на танзанійському острові Унгуджа (Занзібар). Місто служить столицею Центрального / Південного регіону Занзібару. Станом на 2002 рік у місті проживало 2146 осіб.

## Клімат
Місто знаходиться у зоні, котра характеризується мусонним кліматом. Найтепліший місяць — лютий із середньою температурою 27.4 °C (81.3 °F). Найхолодніший місяць — серпень, із середньою температурою 23.9 °С (75 °F).
| Клімат Коані            | Клімат Коані | Клімат Коані | Клімат Коані | Клімат Коані | Клімат Коані | Клімат Коані | Клімат Коані | Клімат Коані | Клімат Коані | Клімат Коані | Клімат Коані | Клімат Коані | Клімат Коані |
| Показник                | Січ.         | Лют.         | Бер.         | Квіт.        | Трав.        | Черв.        | Лип.         | Серп.        | Вер.         | Жовт.        | Лист.        | Груд.        | Рік          |
| Середня температура, °C | 27,2         | 27,4         | 27,2         | 26,5         | 25,7         | 24,8         | 24,2         | 23,9         | 24,3         | 25,2         | 25,9         | 26,8         | 25,8         |
| Норма опадів, мм        | 86.1         | 53.7         | 150          | 385.3        | 253.7        | 69.8         | 50.2         | 48.4         | 52.3         | 96.5         | 215.6        | 183.6        | 1645.2       |
| Днів з опадами          | 9,7          | 4,6          | 12,3         | 16,5         | 15,6         | 6,8          | 7            | 8            | 7,6          | 8,6          | 12,5         | 13,3         | 122,5        |
| Вологість повітря, %    | 77.7         | 76.5         | 80.5         | 84.1         | 82.4         | 78.3         | 78.3         | 78.2         | 78.2         | 79.5         | 82.2         | 80.9         | 79.7         |
| ----------------------- | ------------ | ------------ | ------------ | ------------ | ------------ | ------------ | ------------ | ------------ | ------------ | ------------ | ------------ | ------------ | ------------ |
| Джерело: Weatherbase    |              |              |              |              |              |              |              |              |              |              |              |              |              |